# Cleveland Electric Vehicle Company
Cleveland Electric Vehicle Company, vorher Cuyahoga Motor Car Company, war ein US-amerikanischer Hersteller von Automobilen.

## Unternehmensgeschichte
Die Cuyahoga Motor Car Company hatte ihren Sitz in Cleveland in Ohio. J. L. Smith und M. O. Smith leiteten das Unternehmen. Sie kündigten im Oktober 1908 die Produktion von Elektroautos an. Es entstand zunächst nur ein Prototyp. Im Mai 1909 folgte die Umfirmierung in Cleveland Electric Vehicle Company. Nun waren Taxis geplant. Ende 1909 begann die Produktion von Personenkraftwagen. Der Markenname lautete Cleveland, evtl. mit dem Zusatz Electric. Raymond B. Doty war der Designer. 1910 endete die Fahrzeugproduktion. Batterien entstanden noch bis 1911.

## Fahrzeuge
Im Angebot standen Elektroautos. Ihre Elektromotoren leisteten 3,5 PS. Sie hatten sechs Vorwärtsgänge. Die Fahrgestelle hatten 254 cm Radstand, Überliefert sind Runabout, Victoria und Coupé, aber keine Taxis.

## Übersicht über Pkw-Marken aus den USA, dieClevelandbeinhalten
| Marke                   | Hersteller                                 | Vermarktungsbeginn | Vermarktungsende | Ort, Bundesstaat        |
| ----------------------- | ------------------------------------------ | ------------------ | ---------------- | ----------------------- |
| Cleveland               | Sperry Engineering Company                 | 1898               | 1900             | Cleveland, Ohio         |
| Cleveland               | General Automobile & Manufacturing Company | 1902               | 1902             | Cleveland, Ohio         |
| Cleveland               | Cleveland Automobile Company (von 1902)    | 1902               | 1904             | Cleveland, Ohio         |
| Cleveland               | Cleveland Motor Car Company                | 1905               | 1909             | New York City, New York |
| Cleveland               | Cleveland Electric Vehicle Company         | 1909               | 1910             | Cleveland, Ohio         |
| Cleveland               | Cleveland Cyclecar Company                 | 1914               | 1914             | Cleveland, Ohio         |
| Cleveland               | Cleveland Automobile Company (von 1919)    | 1919               | 1926             | Cleveland, Ohio         |
| Cleveland Three-Wheeler | American Bicycle Company                   | 1900               | 1901             | Cleveland, Ohio         |